# Hyuri
Hyuri Henrique de Oliveira Costa (29 de setembro de 1991), conhecido simplesmente como Hyuri, é um futebolista brasileiro que atua como atacante. Atualmente defende o Volta Redonda.

## Carreira
Em 5 de setembro de 2013, no Maracanã, contra o Coritiba, Hyuri se livrou da marcação de 3 jogadores com 2 giros e chutou cruzado aos 4 minutos do segundo tempo, ampliando o placar para 3-0. Esse gol foi eleito o mais bonito da história do Botafogo em uma enquete promovida pelo Globo Esporte em 2020.
Em 26 de janeiro de 2014, Hyuri foi transferido do Botafogo para o Guizhou Renhe, time da Superliga Chinesa.

### CRB
No dia 4 de abril de 2023, foi anunciado o retorno de Hyuri para o CRB, no qual teve uma boa passagem entre 2020 e 2021, com 12 gols marcados em 43 partidas.

## Vida Pessoal
Hyuri é sobrinho do famoso ex-jogador Carlos Kaiser, um futebolista conhecido por não participar dos jogos, simulando lesões e brigando com torcedores antes de entrar em campo justamente para não participar da partida.
Ele também é casado e tem um filho.